# Alpiarça
Alpiarça là một huyện thuộc tỉnh Santarém, Bồ Đào Nha. Huyện này có diện tích 96 km², dân số thời điểm năm 2001 là 8024 người.